# Janina Porazińska

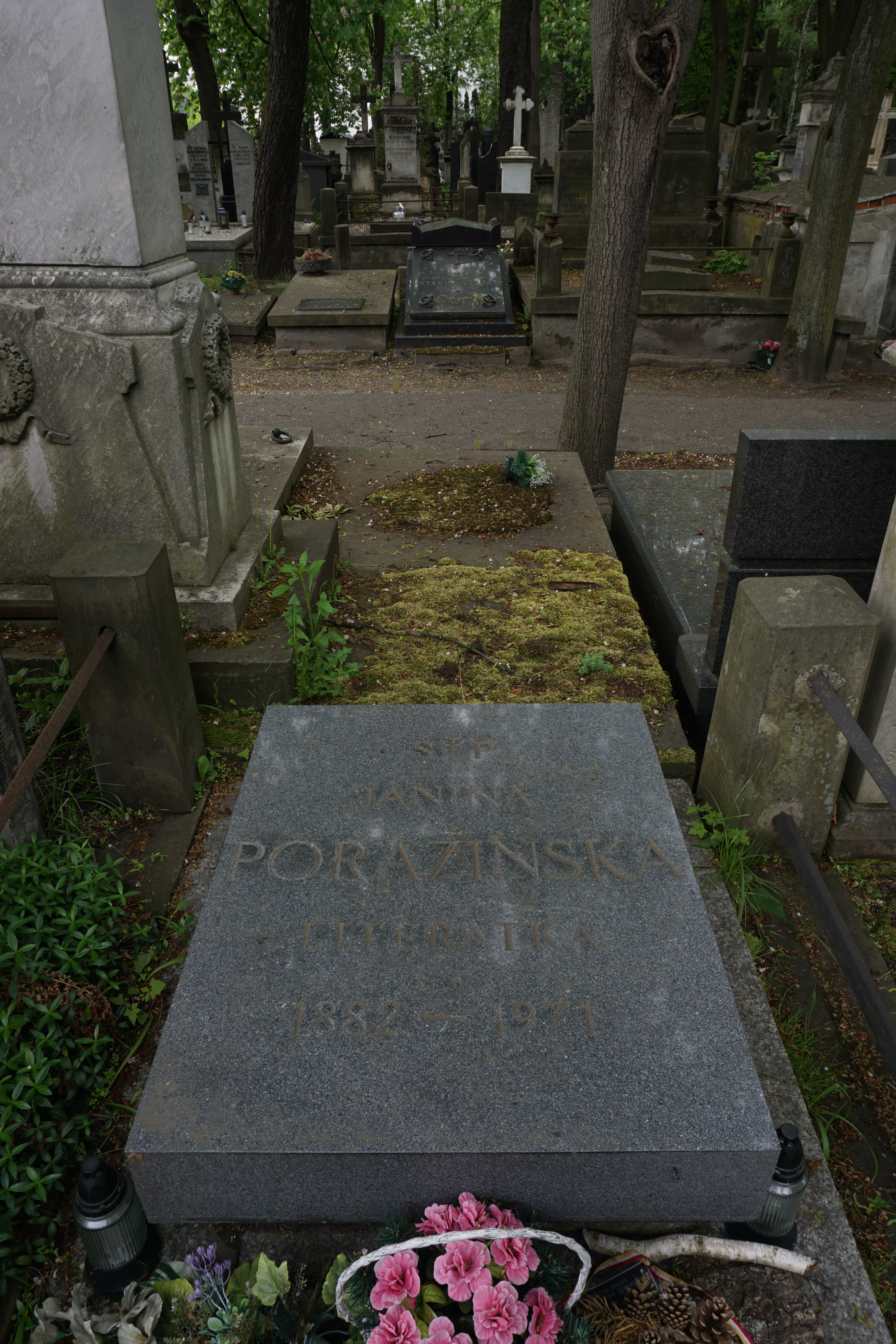
Grób Janiny Porazińskiej na cmentarzu Powązkowskim w Warszawie

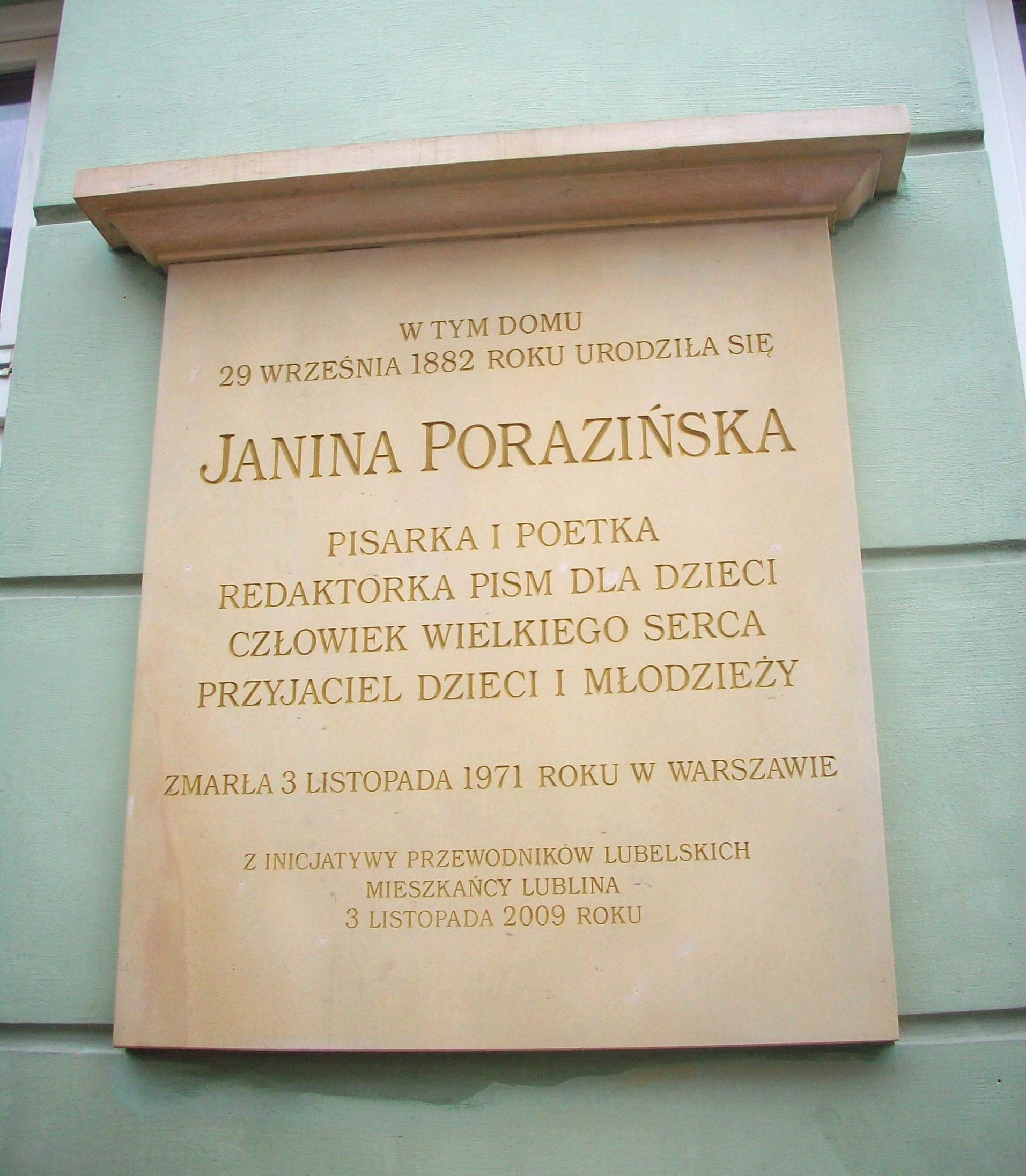
Tablica pamiątkowa na kamienicy w Lublinie, w której urodziła się Janina Porazińska

Janina Porazińska (ur. 29 września 1882 w Lublinie, zm. 2 listopada 1971 w Warszawie) – polska prozaiczka, redaktorka, tłumaczka literatury skandynawskiej i literatury szwedzkojęzycznej.
Swoją twórczość szczególnie poświęciła literaturze dziecięcej.

## Życiorys
Była córką Edwarda i Heleny z Saryusz-Bielskich. Studiowała na Wydziale Przyrodniczym Uniwersytetu Jagiellońskego w Krakowie. Debiutowała w 1903 na łamach „Wędrowca” jako poetka. Była współpracowniczką pism dla dzieci: „Przyjaciela Dzieci”, a w latach 1909–1910 „Promyka” i „Promyczka”. Należała do władz ruchu junackiego. W 1917 założyła pismo „Płomyk”. W latach 1927–1939 była redaktorką czasopism „Płomyczek”, „Słonko” i „Poranek”. W latach 1922–1925 była urzędniczką Ministerstwa Wyznań Religijnych i Oświecenia Publicznego, a w okresie okupacji działaczką podziemia oświatowego i kulturalnego.
Pisarka rozmiłowana była w polskim folklorze i w oparciu o niego pisała własne poezje i baśnie. Czerpała z gadek, przypowieści, pieśni, podań. Książki jej były tłumaczone na wiele języków. Dokonała też przekładów literatury skandynawskiej. W 1958 opracowała fińską Kalevalę w wersji dla dzieci.
Odznaczana za twórczość literacką i pracę na rzecz edukacji dzieci. Była także Kawalerem Orderu Uśmiechu. Bywa nazywana jedną z czterech „dam literatury dla dzieci” (obok Ewy Szelburg-Zarembiny, Marii Kownackiej i Hanny Januszewskiej).
Zmarła w Warszawie, pochowana na cmentarzu Powązkowskim (kwatera 19-2-7).

## Twórczość
- 1923: W spalonym dworze. Opowiadanie z 1920
- 1924: Kichuś majstra Lepigliny
- 1925: W Wojtusiowej izbie
- 1929: Kopciuszek
- 1933: Jaś i Kasia
- 1933: Wesoła gromada
- 1937: Legendy
- 1937: Maciuś Skowronek
- 1938: Baśń o siedmiu krukach
- 1939: Kozucha Kłamczucha
- 1946: O dwunastu z Zapiecka
- 1947: Borówka
- 1947: Pleciugowe nowinki
- 1947: Boża ścieżka królowej Kingi
- 1950: O babulce
- 1952: Smyku smyku na patyku (wiersze)
- 1952: Za górami... za lasami...
- 1952: Bajdurki
- 1955: Za trzydziewiątą rzeką
- 1955: Zuchwały strzyżyk
- 1955: Trzy gadulki
- 1955: Psotki i śmieszki (wiersze)
- 1957: Kto mi dał skrzydła (o Janie Kochanowskim)
- 1958: Tajemnicze butki
- 1958: Wesele Małgorzatki
- 1959: Pan Twardowski w Czupidłowie
- 1961: I w sto koni nie dogoni (wspomnienia)
- 1961: Czarodziejska księga
- 1962: Starodzieje
- 1964: Pamiętnik Czarnego Noska
- 1967: Moja książeczka
- 1971: Nad wiślaną wodą
- 1973: Szewczyk Dratewka

## Przekłady
- Zachariasz Topelius, Daleka podróż małego Lucka
- Zachariasz Topelius, Perła Adalminy
- Zachariasz Topelius, Sampo Lappelill
- Zachariasz Topelius, Skrzat z zamku w Abo

## Ordery i odznaczenia
- Krzyż Komandorski Orderu Odrodzenia Polski (1966)
- Krzyż Oficerski Orderu Odrodzenia Polski (11 lipca 1955)[4]
- Srebrny Wawrzyn Akademicki (4 listopada 1937)[5]
- Medal 10-lecia Polski Ludowej (19 stycznia 1955)[6]
- Orderu Uśmiechu (1969)

## Nagrody
- 1950: nagroda Związku Literatów Polskich
- 1953: nagroda Prezesa Rady Ministrów

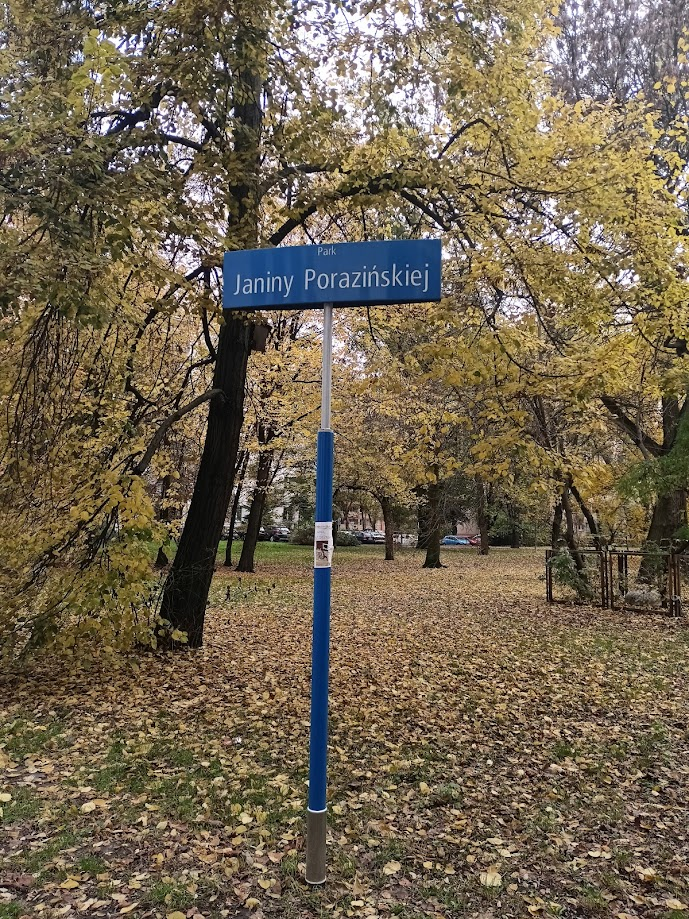
Skwer Janiny Porazińskiej w Warszawie

- 1957: nagroda miasta Warszawy

## Upamiętnienie
Od 1988 r. imię Janiny Porazińskiej nosi ulica w Łodzi na osiedlu Andrzejów.
Od 2003 r. imię Janiny Porazińskiej nosi szkoła podstawowa w Boryszowie.
29 września 2011 na warszawskim Powiślu otwarto skwer im. Janiny Porazińskiej.